# Agénor (hijo de Yaso)
En la mitología griega, Agénor (Ἀγήνωρ) fue un rey de Argos, padre de Crótopo. Su genealogía es confusa: algunas fuentes le hacen hijo de Yaso, y, en algunas tradiciones mitológicas, padre del gigante Argos Panoptes. En otras fuente, Agénor es hijo y sucesor de Tríopas, y por lo tanto hermano de Yaso, Janto y Pelasgo. Helánico de Lesbos afirma que Agénor fue hijo de Foroneo, y (de nuevo) hermano de Yaso y Pelasgo, y que tras la muerte de su padre, los dos hermanos mayores se repartieron el reino de forma que Pelasgo recibió la tierra en torno al río Erasmo y construyó Larissa, mientras que Yaso recibió la tierra en torno a Elis. Al morir ambos, Agenor, el más joven, invadió sus dominios y se convirtió en rey de todo Argos.
| Predecesor: Yaso | Reyes de Argos | Sucesor: Crótopo |